# Nó volta do barril

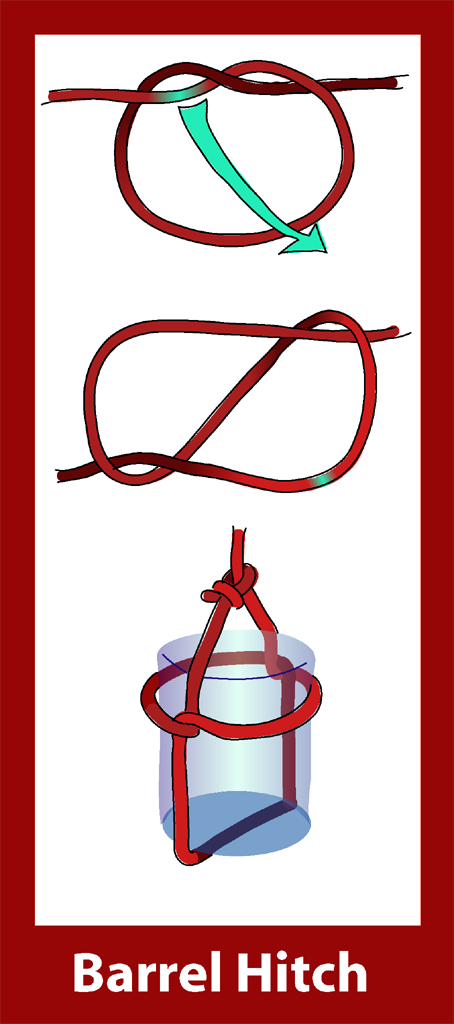
Nó volta do barril

Um nó volta do barril é um nó de feitio rápido para formar uma alça para o transporte de balde ou barril. Não é um nó fixo, ao se aliviar a tensão do cabo o nó se desfaz por si.